# غواصة يو-102
كانت الغواصة يو-102 واحدة من 329 غواصة خدمت في البحرية الإمبراطورية الألمانية خلال الحرب العالمية الأولى. 
تم إطلاقها في 12 مايو 1917. وتم تكليفها بالبحرية الإمبراطورية في 18 يونيو 1917.